# Pitcairnia villetaensis
Pitcairnia villetaensis är en gräsväxtart som beskrevs av Werner Rauh. Pitcairnia villetaensis ingår i släktet Pitcairnia och familjen Bromeliaceae.
Artens utbredningsområde är Colombia. Inga underarter finns listade i Catalogue of Life.